# Vankomycin

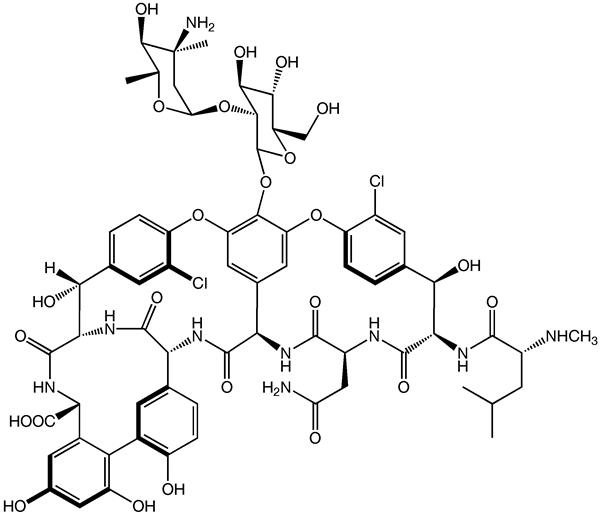
Vankomycin

Vankomycin är ett antibiotikum inom gruppen glykopeptidantibiotika som hämmar olika grampositiva bakteriers tillväxt genom att förhindra uppbyggnaden av deras cellvägg. Bland känsliga bakterier återfinns stafylokocker och enterokocker. Vankomycin används för att behandla svåra infektioner orsakade av exempelvis stafylokocker som utvecklat resistens mot penicillin och andra antibiotika.
Vankomycin kan ges via munnen (per os) men har då effekt enbart mot bakterier som finns i tarmen, eftersom det inte absorberas till blodet. För systemisk effekt måste medlet administreras intravenöst. Vankomycin är skadligt för njurarna och kan leda till glomerulonefrit och skador i innerörat. Därför används vankomycin oftast som ett reservantibiotikum, framförallt i behandling av infektioner orsakade av MRSA.
Vankomycin utövar sin antibakteriella effekt genom att steriskt hindra de monomerer som bygger upp cellväggen att sammanfogas. Därmed har vankomycin en helt annan verkningsmekanism än exempelvis penicillin. På senare tid har resistens mot vankomycin blivit vanligare. Särskilt uppmärksammad är förekomst av vankomycinresistenta enterokocker (VRE). Bland dessa existerar bakteriestammar som är resistenta mot de flesta tillgängliga antibiotika.